# برنارد هورسفال
برنارد هورسفال (انگلیسی: Bernard Horsfall; ۲۰ نوامبر ۱۹۳۰ – ۲۸ ژانویهٔ ۲۰۱۳) بازیگر اهل بریتانیا بود.
از فیلم‌ها یا برنامه‌های تلویزیونی که وی در آن نقش داشته‌است، می‌توان به پوآرو، ترغیب‌گران!، دکتر هو، ماجراهای شرلوک هلمز، در خدمت سرویس مخفی ملکه، گاندی، طلا، بر سر شیطان فریاد بکش، توپ‌ها در باتاسی، شجاع‌دل و سکوت خشمناک اشاره کرد.